# Anlezy
 Anlezy  es una población y comuna francesa, en la región de Borgoña, departamento de Nièvre, en el distrito de Nevers y cantón de Saint-Benin-d'Azy.
Rodeado de bosques y colinas, Anlezy es una ciudad entre las llanuras del valle del Loira y el macizo de Morvan.

## Demografía
| 476 | 438 | 367 | 330 | 335 | 310 | 242 |
| Para los censos de 1962 a 1999 la población legal corresponde a la población sin duplicidades (Fuente: INSEE [Consultar]) |     |     |     |     |     |     |